# لانگهو
لانگهو (به لاتین: Longhu District) یک سکونتگاه مسکونی در جمهوری خلق چین است که در شانتو واقع شده‌است.